# Carretera del Norte de La Palma
La Carretera General del Norte es la principal vía de comunicación de las comarcas del norte de La Palma (Canarias, España) con la capital de la isla, puerto y aeropuerto desde el lado este y con la ciudad de Los Llanos de Aridane en su lado occidental. 
La vía atraviesa muchos accidentes geográficos que son salvados por curvas y diversas infraestructuras como puentes y túneles, siendo la más importante el viaducto de los Tilos. Su código es   LP-1 

## Obras de remodelación
Gracias a los Convenios de Carreteras entre el Gobierno de España y el Gobierno de Canarias la vía ha sido mejorada en los tramos Santa Cruz-Los Sauces y en el municipio de Garafía. Actualmente se trabaja en el tramo Los Sauces-Garafía
Se encuentra en estudio la remodelación del tramo entre Garafía y Los Llanos, que incluiría la construcción de un puente sobre el barranco de Las Angustias de 900 m de largo y 300 de alto.